# Општина Тореон (Коавила)
Тореон (шп. Torreón) општина је у Мексику у савезној држави Коавила. Општина се налази на надморској висини од 1120 м.

## Становништво
Према подацима из 2010. у општини је живело 639629 становника.

### Хронологија
| Година       | 2000                     | 2005                     | 2010                     |
| ------------ | ------------------------ | ------------------------ | ------------------------ |
| Становништво | 529512 (257176 / 272336) | 577477 (281123 / 296354) | 639629 (312135 / 327494) |

### Попис
| \| \| м \| \| \| ж \| \| 0—2 \| 16.896 \| \| \| 16.275 \| \| 3—5 \| 17.712 \| \| \| 16.997 \| \| 6—11 \| 36.985 \| \| \| 35.714 \| \| 12—14 \| 17.862 \| \| \| 17.713 \| \| 15—17 \| 17.779 \| \| \| 17.722 \| \| 18—24 \| 37.961 \| \| \| 38.336 \| \| 60+ \| 25.110 \| \| \| 30.892 \| \| Просек : \| 29,4 \| \| \| 30,6 \| |        |  |  |        |
| |        |  |  |        |
| | м      |  |  | ж      |
| 0—2 | 16.896 |  |  | 16.275 |
| 3—5 | 17.712 |  |  | 16.997 |
| 6—11 | 36.985 |  |  | 35.714 |
| 12—14 | 17.862 |  |  | 17.713 |
| 15—17 | 17.779 |  |  | 17.722 |
| 18—24 | 37.961 |  |  | 38.336 |
| 60+ | 25.110 |  |  | 30.892 |
| Просек : | 29,4   |  |  | 30,6   |

| #   | Индикатор                                                                                        | Вредност |
| --- | ------------------------------------------------------------------------------------------------ | -------- |
| 1   | Становништво од 0 до 2 године                                                                    | 33171    |
| 2   | Мушко становништво од 0 до 2 године                                                              | 16896    |
| 3   | Женско становништво од 0 до 2 године                                                             | 16275    |
| 4   | Становништво са 3 и више година                                                                  | 591520   |
| 5   | Мушко становништво са 3 и више година                                                            | 287759   |
| 6   | Женско становништво са 3 и више година                                                           | 303761   |
| 7   | Становништво са 5 и више година                                                                  | 568364   |
| 8   | Мушко становништво са 5 и више година                                                            | 275995   |
| 9   | Женско становништво са 5 и више година                                                           | 292369   |
| 10  | Становништво са 12 и више година                                                                 | 484112   |
| 11  | Мушко становништво са 12 и више година                                                           | 233062   |
| 12  | Женско становништво са 12 и више година                                                          | 251050   |
| 13  | Становништво са 15 и више година                                                                 | 448537   |
| 14  | Мушко становништво са 15 и више година                                                           | 215200   |
| 15  | Женско становништво са 15 и више година                                                          | 233337   |
| 16  | Становништво са 18 и више година                                                                 | 413036   |
| 17  | Мушко становништво са 18 и више година                                                           | 197421   |
| 18  | Женско становништво са 18 и више година                                                          | 215615   |
| 19  | Становништво од 3 до 5 година                                                                    | 34709    |
| 20  | Мушко становништво од 3 до 5 година                                                              | 17712    |
| 21  | Женско становништво од 3 до 5 година                                                             | 16997    |
| 22  | Становништво од 6 до 11 година                                                                   | 72699    |
| 23  | Мушко становништво од 6 до 11 година                                                             | 36985    |
| 24  | Женско становништво од 6 до 11 година                                                            | 35714    |
| 25  | Становништво од 8 до 14 година                                                                   | 84587    |
| 26  | Мушко становништво од 8 до 14 година                                                             | 42791    |
| 27  | Женско становништво од 8 до 14 година                                                            | 41796    |
| 28  | Становништво од 12 до 14 година                                                                  | 35575    |
| 29  | Мушко становништво од 12 до 14 година                                                            | 17862    |
| 30  | Женско становништво од 12 до 14 година                                                           | 17713    |
| 31  | Становништво од 15 до 17 година                                                                  | 35501    |
| 32  | Мушко становништво од 15 до 17 година                                                            | 17779    |
| 33  | Женско становништво од 15 до 17 година                                                           | 17722    |
| 34  | Становништво од 18 до 24 године                                                                  | 76297    |
| 35  | Мушко становништво од 18 до 24 године                                                            | 37961    |
| 36  | Женско становништво од 18 до 24 године                                                           | 38336    |
| 37  | Женско становништво од 15 до 49 година                                                           | 173831   |
| 38  | Становништво са 60 и више година                                                                 | 56002    |
| 39  | Мушко становништво са 60 и више година                                                           | 25110    |
| 40  | Женско становништво са 60 и више година                                                          | 30892    |
| 41  | Однос између мушкараца и жена                                                                    | 95.31    |
| 42  | Становништво од нуле до 14 година                                                                | 176154   |
| 43  | Становништво од 15 до 64 године                                                                  | 411634   |
| 44  | Становништво од 65 година и више                                                                 | 36903    |
| 45  | Просечан број деце                                                                               | 2.14     |
| 46  | Становништво рођено у ентитету                                                                   | 511674   |
| 47  | Мушко становништво рођено у ентитету                                                             | 251793   |
| 48  | Женско становништво рођено у ентитету                                                            | 259881   |
| 49  | Становништво рођено у другом ентитету                                                            | 108837   |
| 50  | Мушко становништво рођено у другом ентитету                                                      | 50828    |
| 51  | Женско становништво рођено у другом ентитету                                                     | 58009    |
| 52  | Становништво од 5 година и више резидентно у ентитету у јуну 2005. године                        | 542291   |
| 53  | Мушко становништво старосног доба од 5 година и више, резидентно у ентитету у јуну 2005. године  | 262674   |
| 54  | Женско становништво старосног доба од 5 и више година, резидентно у ентитету у јуну 2005. године | 279617   |
| 55  | Становништво од 5 година и више које је живело у другом ентитету у јуну 2005. године             | 20364    |
| 56  | Мушко становништво старије од 5 година које је живело у другом ентитету у јуну 2005. године      | 10175    |
| 57  | Женско становништво старије од 5 година које је живело у другом ентитету у јуну 2005. године     | 10189    |
| 58  | Становништво од 3 године и више које говори аутохтони језик                                      | 1333     |
| 59  | Мушко становништво старо 3 године и више које говори аутохтони језик                             | 739      |
| 60  | Женско становништво старо 3 године и више које говори аутохтони језик                            | 594      |
| 61  | Становништво од 3 године и више које говори аутохтони језик и не говори шпански језик            | 19       |
| 62  | Мушко становништво старо 3 године и више које говори аутохтони језик и не говори шпански         | 8        |
| 63  | Женско становништво старо 3 године и више које говори аутохтони језик и не говори шпански језик  | 11       |
| 64  | Становништво старо 3 године и више које говори аутохтони језик и шпански                         | 606      |
| 65  | Мушко становништво старо 3 године и више које говори аутохтони језик и шпански                   | 349      |
| 66  | Женско становништво старо 3 године и више које говори аутохтони језик и шпански                  | 257      |
| 67  | Становништво од 5 година и више које говори аутохтони језик                                      | 1306     |
| 68  | Становништво од 5 година и више које говори аутохтони језик и не говори шпански језик            | 14       |
| 69  | Становништво од 5 година и више које говори аутохтони језик и говори шпански језик               | 600      |
| 70  | Становништво у домородачким домаћинствима                                                        | 2867     |
| 71  | Становништво са ограничењима у активностима                                                      | 28939    |
| 72  | Становништво са ограниченим ходањем или кретањем, горе или доле                                  | 15349    |
| 73  | Становници са ограничењима вида, чак и уз кориштење сочива                                       | 9990     |
| 74  | Становништво са ограничењима говора, комуникације или конверзације                               | 2113     |
| 75  | Становништво са ограниченим слухом                                                               | 2705     |
| 76  | Становништво са ограничењима при одевању, купању или јелу                                        | 1438     |
| 77  | Становништво са ограничењима у опажању или учењу једноставних ствари                             | 1085     |
| 78  | Становништво са менталним ограничењима                                                           | 2445     |
| 79  | Становништво без ограничења активности                                                           | 592607   |
| 80  | Становништво од 3 до 5 година које не похађа школу                                               | 14119    |
| 81  | Мушко становништво од 3 до 5 година које не похађа школу                                         | 7213     |
| 82  | Женско становништво од 3 до 5 година које не похађа школу                                        | 6906     |
| 83  | Становништво од 6 до 11 година које не похађа школу                                              | 1690     |
| 84  | Мушко становништво од 6 до 11 година које не похађа школу                                        | 941      |
| 85  | Женско становништво од 6 до 11 година које не похађа школу                                       | 749      |
| 86  | Становништво од 12 до 14 година које не похађа школу                                             | 2507     |
| 87  | Мушко становништво од 12 до 14 година које не похађа школу                                       | 1295     |
| 88  | Женско становништво од 12 до 14 година које не похађа школу                                      | 1212     |
| 89  | Становништво од 15 до 17 година похађа школу                                                     | 24975    |
| 90  | Мушко становништво од 15 до 17 година похађа школу                                               | 12474    |
| 91  | Женско становништво између 15 и 17 година живота у школи                                         | 12501    |
| 92  | Становништво од 18 до 24 године похађа школу                                                     | 25462    |
| 93  | Мушко становништво од 18 до 24 године похађа школу                                               | 13436    |
| 94  | Женско становништво од 18 до 24 године похађа школу                                              | 12026    |
| 95  | Становништво од 8 до 14 година које не може да чита и пише                                       | 1413     |
| 96  | Мушко становништво старосног доба од 8 до 14 година које не може да чита и пише                  | 870      |
| 97  | Женско становништво старосног доби од 8 до 14 година које не може да чита и пише                 | 543      |
| 98  | Становништво од 15 година и више које је неписмено                                               | 7920     |
| 99  | Мушко становништво од 15 година и више које је неписмено                                         | 3614     |
| 100 | Женско становништво од 15 година и више које је неписмено                                        | 4306     |
| 101 | Становништво старо 15 и више година без школовања                                                | 10711    |
| 102 | Мушко становништво старо 15 и више година без школовања                                          | 5039     |
| 103 | Женско становништво старо 15 и више година без школовања                                         | 5672     |
| 104 | Становништво старосног доба 15 и више година са непотпуним основним образовањем                  | 32296    |
| 105 | Мушко становништво старосног доба од 15 година и више са непотпуном основним образовањем         | 14650    |
| 106 | Женско становништво старосног доба 15 и више година са непотпуном основним образовањем           | 17646    |
| 107 | Становништво старо 15 и више година са комплетним основним образовањем                           | 61532    |
| 108 | Мушко становништво старо 15 година и више са комплетним основним образовањем                     | 27544    |
| 109 | Женско становништво старо 15 и више година са комплетним основним образовањем                    | 33988    |
| 110 | Становништво старосног доба 15 и више година са непотпуним средњим образовањем                   | 20995    |
| 111 | Мушко становништво старосног доба од 15 година и више са непотпуним средњим образовањем          | 11236    |
| 112 | Женско становништво старосног доба од 15 година и више са непотпуним средњим образовањем         | 9759     |
| 113 | Становништво старо 15 и више година са пуним секундарном образовањем                             | 98353    |
| 114 | Мушко становништво старосног доба од 15 година и више са пуним секундарном образовањем           | 47916    |
| 115 | Женско становништво старосног доба од 15 година и више са пуним секундарном образовањем          | 50437    |
| 116 | Становништво старије од 18 година са постосновним образовањем                                    | 201643   |
| 117 | Мушко становништво старије од 18 година са постосновним образовањем                              | 99807    |
| 118 | Женско становништво старије од 18 година са постосновним образовањем                             | 101836   |
| 119 | Просечна оцена школовања                                                                         | 10.23    |
| 120 | Просечан ниво образовања мушке популације                                                        | 10.4     |
| 121 | Просечан ниво образовања женског становништва                                                    | 10.08    |
| 122 | Економски активно становништво                                                                   | 261805   |
| 123 | Економски активна мушка популација                                                               | 167965   |
| 124 | Економски активна женска популација                                                              | 93840    |
| 125 | Становништво које није економски активно                                                         | 220305   |
| 126 | Мушко становништво које није економски активно                                                   | 64117    |
| 127 | Женско становништво које није економски активно                                                  | 156188   |
| 128 | Запослено становништво                                                                           | 242269   |
| 129 | Запослено мушко становништво                                                                     | 153306   |
| 130 | Запослено женско становништво                                                                    | 88963    |
| 131 | Незапослена популација                                                                           | 19536    |
| 132 | Незапослена мушка популација                                                                     | 14659    |
| 133 | Незапослена женска популација                                                                    | 4877     |
| 134 | Становништво без права на здравствене услуге                                                     | 170160   |
| 135 | Становништво које има право на здравствене услуге                                                | 453423   |
| 136 | Становништво које има право на ИМСС                                                              | 341274   |
| 137 | Становништво које има право на социјално осигурање                                               | 42964    |
| 138 | Становништво које има право на државно социјално осигурање                                       | 1941     |
| 139 | Становништво које има право на опште осигурање или здравствено осигурање за нову генерацију      | 48445    |
| 140 | Становништво које је било једном или није било у браку током 12 година и више                    | 165900   |
| 141 | Венчано или уједињено становништво од 12 година и више                                           | 266570   |
| 142 | Становништво које је било у браку или уједињено 12 година и више                                 | 50589    |
| 143 | Становништво са католичком религијом                                                             | 535520   |
| 144 | Протестанти, еванђелисти и библијски следбеници различити од еванђелиста                         | 63075    |
| 145 | Становништво са другим религијама различитим од претходних                                       | 476      |
| 146 | Становништво без религије                                                                        | 22247    |
| 147 | Укупно пописаних домаћинства                                                                     | 167761   |
| 148 | Пописна домаћинства на челу са мушкарцима                                                        | 125973   |
| 149 | Пописна домаћинства на челу са женама                                                            | 41788    |
| 150 | Становништво у пописним домаћинствима                                                            | 623235   |
| 151 | Становништво у пописним домаћинствима на челу са мушкарцима                                      | 489220   |
| 152 | Становништво у пописним домаћинствима на челу са женама                                          | 134015   |
| 153 | Укупно домаћинстава                                                                              | 224234   |
| 154 | Укупно насељених домаћинстава                                                                    | 172719   |
| 155 | Укупно приватних кућа                                                                            | 219276   |
| 156 | Насељени приватни домови                                                                         | 167761   |
| 157 | Укупно насељених приватних кућа                                                                  | 172680   |
| 158 | Ненасељене приватне куће                                                                         | 45119    |
| 159 | Појединачна домаћинства за привремену употребу                                                   | 6396     |
| 160 | Становници у насељеним приватним кућама                                                          | 623235   |
| 161 | Насељеност станара у приватним становима                                                         | 3.72     |
| 162 | Просечно становника по соби у приватним насељеним домаћинствима                                  | 0.88     |
| 163 | Појединачна домаћинства са подовима од различитих материјала од земље                            | 163734   |
| 164 | Појединачна домаћинства у приземљу                                                               | 3316     |
| 165 | Појединачна домаћинства са једном спаваћом собом                                                 | 39025    |
| 166 | Појединачна домаћинства са две спаваће собе и више                                               | 128227   |
| 167 | Појединачна домаћинства са једним собом                                                          | 3432     |
| 168 | Појединачна домаћинства са две собе                                                              | 12458    |
| 169 | Појединачна домаћинства са 3 собе и више                                                         | 151189   |
| 170 | Појединачна домаћинства која имају електрично светло                                             | 167111   |
| 171 | Појединачна домаћинства која немају електрично светло                                            | 333      |
| 172 | Појединачна домаћинства која имају водоводну воду у стамбеном простору                           | 164716   |
| 173 | Појединачна домаћинства која немају водоводну воду у стамбеном простору                          | 2384     |
| 174 | Појединачна домаћинства која имају тоалет                                                        | 165607   |
| 175 | Појединачна домаћинства која имају канализацију                                                  | 164799   |
| 176 | Појединачна домаћинства која немају канализацију                                                 | 2276     |
| 177 | Појединачна домаћинства која имају електрично светло, довод воде из јавне мреже и канализацију   | 162691   |
| 178 | Појединачна домаћинства без икаквих услова                                                       | 534      |
| 179 | Појединачна домаћинства која имају радио                                                         | 138115   |
| 180 | Појединачна домаћинства која имају телевизор                                                     | 164765   |
| 181 | Појединачна домаћинства која имају фрижидер                                                      | 159802   |
| 182 | Појединачна домаћинства која имају машину за веш                                                 | 138596   |
| 183 | Појединачна домаћинства која имају аутомобил или комби                                           | 92794    |
| 184 | Појединачна домаћинства која имају рачунар                                                       | 65001    |
| 185 | Појединачна домаћинства која имају фиксну телефонску линију                                      | 93733    |
| 186 | Појединачна домаћинства која имају мобилни телефон                                               | 127099   |
| 187 | Појединачна домаћинства која имају приступ интернету                                             | 48529    |